# جمعية السرطان الأمريكية
جمعية السرطان الأمريكية أو الجمعيَّة الأمريكيَّة للسرطان (بالإنجليزية: American Cancer Society)، هي منظَّمة صحيَّة تطوُّعيَّة أمريكيَّة مُخصَّصة لمحاربة مرض السرطان والقضاء عليه، تأسَّست عام 1913 وتملك اليوم 11 فرعاً و 900 مكتباً موزَّعاً في جميع أنحاء الولايات المتحدة الأمريكيَّة يعمل فيها آلاف المتطوِّعين والموظَّفين في مختلف المجالات ، يقع مكتبها الرئيسي في أتلانتا، جورجيا، وتنشر الجمعية العديد من المجلَّات الدوريَّة المُحكَّمة علمياً.

## التاريخ
تأسَّست الجمعيَّة الأمريكيَّة للسرطان في 22 مايو 1913 من قبل عشرة أطباء وخمسة رجال أعمال في مدينة نيويورك تحت اسم الجمعيَّة الأمريكيَّة لمكافحة السرطان [6] [7]، ولاحقاً تمَّ اعتماد الاسم الحالي عام 1944، وفقاً لمنظمة Charity Navigator تعتبر الجمعيَّة الأمريكيَّة للسرطان واحدة من أقدم وأكبر المنظَّمات التطوعيَّة في أمريكا والعالم.
في الوقت الذي تأسَّست فيه الجمعية الأمريكيَّة للسرطان لم يكن من المناسب واللائق ذكر كلمة السرطان في الأماكن العامة، ودائماً ما كان يتمُّ التكتُّم على المعلومات المُتعلِّقة بهذا المرض وإخفاؤها وسط جوٍّ من الخوف والإنكار، رغم أنَّ السرطان كان يقتل 75 ألف شخص كل عام في الولايات المتحدة الأمريكيَّة وحدها، ولذلك كان أهم بند أو هدف في جدول أعمال المؤسِّسين هو العمل على زيادة الوعي بالسرطان حتى قبل البدء بتمويل الأبحاث والدراسات المُتعلِّقة بالسرطان، وهكذا تمَّ إجراء الكثير من الحملات التوعية وتثقيف الأطباء والمُمرِّضات والمرضى وعامَّة الناس حول السرطان، وتمَّت كتابة ونشر المقالات التي تتحدَّث عن هذا الموضوع في المجلَّات الشعبيَّة والعلميَّة على حدٍّ سواء، وبدأت الجمعية العمل على إصدار مجلَّات خاصة بها انطلاقاً من النشرات الشهريَّة التي كانت تنشرها الجمعية وتحتوي على معلومات توعويَّة حول السرطان، بالإضافة لذلك بدأت الجمعية تجنيد الأطباء من جميع أنحاء الولايات المتحدة الأمريكية للمساعدة في تثقيف المجتمع حول السرطان وفي عام 1936 اقترحت مارغوري إيليغ وهي إحدى الناشطات البارزات في الجمعيَّة إنشاء شبكة مكوَّنة من المتطوِّعين بهدف «شن الحرب على السرطان»، وازداد عدد المشاركين بشكلٍ مذهل خلال ثلاث سنوات فقط ليصل إلى 150 ألف متطوِّع، وبحسب الاستطلاعات التي أُجريت في ذلك الوقت كانت النساء المُتطوِّعات للعمل الميداني يُشكلن العمود الفقري في هذه الحرب وهنَّ المسؤولات بشكلٍ أساسي عن هذه الزيادة.
في عام 1929 اعتمدت الجمعية الأمريكية للسرطان شعاراً جديداً هو عبارة عن تصميم رمزي من قبل جورج دورانت من بروكلين نيويورك، ووفقاً لدورانت فقد استخدم الثعبان الذي يُشكِّل أحد الرموز الأساسيَّة في التعليم الطبي، والسيف الذي يُعبِّر عن الروح القتاليَّة لحركة مكافحة السرطان [10].
شرعت الجمعية الأمريكية للسرطان في إعادة تنظيم نفسها على مستوى أمريكا كلِّها في عام 2013، وقامت المنظمة بتركيز أعمالها وتوحيدها، ودمج المكاتب الفرعيَّة والإقليميَّة ضمن المنظمة الأم، وطلبت من جميع الموظَّفين لديها إعادة تقديم طلبات الانتساب من جديد.

## النشاطات والتمويل
تشمل أنشطة الجمعية الأمريكية للسرطان تقديم المنح المالية للباحثين في مجال السرطان، بما في ذلك 47 بحث فاز أصحابه بجائزة نوبل في الطب، وأبحاث حول العلاقة بين التدخين والسرطان، وتوفير المعلومات لنحو مليون متصل سنوياً من خلال المركزالوطني لمعلومات السرطان، من أشهر العلماء الذين تحصَّلوا على جائزة نوبل بفضل أبحاثهم المُموَّلة من الجمعيَّة: جيمس واتسن، ماريو كابيتشي، أوليفر سميثيز، بول بيرغ، إيدونال توماس، ولتر جيلبرت، يحتوي الموقع الإلكتروني للجمعيَّة الأمريكية للسرطان على قائمة مرتَّبة زمنياً بأهم الإنجازات التي حدثت في مجال مكافحة السرطان، بما في ذلك إنجازات العلماء البارزين الذين قاموا باكتشافات هامة حول فهم آلية حدوث السرطان، والتشخيص، والعلاج، والوقاية، حالياً يوجد أكثر من مليوني متطوِّع في الجمعيَّة الأمريكيَّة للسرطان موزَّعين على 3,400 مكتب فرعي في كلِّ أرجاء الولايات المتحدة الأمريكية، تشارك الجمعية كذلك في العديد من حملات الصحة العامة مثل تلك التي تحثُّ على الإقلاع عن التدخين، وتديرُ سلسلة من متاجر التوفير لجمع المال الذي يستخدم في نشاطات الجمعيَّة، وتشارك أيضاً في طواف الدراجات الخيري الذي تنظِّمه جامعة جونز هوبكنز والذي يمتدُّ قرابة 4000 ميل من بالتيمور إلى سان فرانسيسكو.
في يوم 31 ديسمبر من كلِّ عام يتمُّ إجراء جرد إحصائي شامل لكلِّ واردات الجمعيَّة خلال السنة الماليَّة السابقة، ويتمُّ توزيع هذه الأموال وفق النسب التالية: 37% لدعم المرضى، 16% للأبحاث، 13% لمواضيع الوقاية، 9% للعلاج، ويتمُّ تخصيص النسبة المتبقية حوالي 25% للخدمات المساندة: 19% لجمع الأموال و 5% للإدارة العامة [17]، ويندرج هذا التوزيع ضمن المقاييس المعياريَّة للجمعيات الخيريَّة في الولايات المتحدة الأمريكية والتي تشترط أن لا تقل النسبة التي يتمُّ إنفاقها على أنشطة البرنامج الخيري عن 65% من إجمالي المصروفات ، في عام 2012 جمعت الجمعيَّة الأمريكية للسرطان 934 مليون دولار وأنفقت 943 مليون دولار ممَّا تطلَّب إعادة النظر بالمصروفات وتنظيم خفض التكاليف.
في عام 2017 أعلنت الجمعية الأمريكية للسرطان أنَّها قد بدأت في استخدام تقنيات الهواتف الذكية عبر نظامي أندرويد وأي أو إس لتُمكِّن المشتركين من إرسال التبرعات المالية عبرها.

## التقييم والانتقادات
أصدرت مؤسِّسة كرونيكل أوف فيلانثروبي في عام 1994 نتائج أكبر دراسة حول شعبيَّة ومصداقيَّة المؤسَّسات الخيريَّة وغير الربحيَّة في الولايات المتحدة الأمريكيَّة، وأظهرت الدراسة أنَّ الجمعية الأمريكيَّة للسرطان تحتلُّ المرتبة العاشرة على قائمة أكثر المؤسَّسات غير الربحيَّة شعبيَّةً في أمريكا من بين 100 مؤسَّسة خيريَّة أخرى، ووجد استطلاع الرأي أنَّ 38% من الأمريكيين فوق سن 12 اختاروا شعور «الحب» و «أنَّها تمثِّل الكثير لهم» عند حديثهم عن الجمعيَّة الأمريكيَّة للسرطان.
أمَّا مكتب Better Business Bureau اعتبر أنَّ الجمعيَّة الأمريكيَّة للسرطان تتمتَّع بكل معايير المؤسِّسات الخيريَّة اعتباراً من يناير عام 2012 [18]، وأعطت منظَّمة Charity Navigator للجمعية الأمريكيَّة للسرطان نجمتين من أصل أربعة نجوم ممكنة، في حين أنَّ مؤسَّسة Charity Watch أعطتها التصنيف C، مشيرةً لأنَّها تُخصِّص 40% من نفقاتها السنويَّة للإدارة وجمع التبرُّعات، في حين أنَّها تُخصِّص 60% فقط من ميزانيَّتها لتمويل البرامج المختلفة، وفي عام 1995 تعرَّض فرع أريزونا التابع للجمعيَّة الأمريكيَّة للسرطان لانتقادات واسعة بسبب النفقات العامَّة المرتفعة نسبيَّاً، وأصدر اثنان من الاقتصاديِّين البارزين هما جيمس بينيت وتوماس ديلورينزو تقريراً مُفصَّلاً يوضِّح أنَّ فرع أريزونا استخدم حوالي 95% من التبرُّعات لدفع الرواتب وغيرها من التكاليف العامَّة، وأكدَّ التقرير أنَّ البيان المالي السنوي لفرع ولاية أريزونا قد أساء بشكلٍ صارخ تقدير حجم الأموال التي صُرفت على خدمات المرضى ممَّا أدى إلى تضخيمها بأكثر من 10 أضعاف، وردَّت الجمعيَّة الأمريكيَّة للسرطان بأنَّ الخبيرين اللذين أصدرا التقرير كانا يعملان مع مجموعة ضغط تموِّلها شركات صناعة التبغ.

## مركز الجمعيَّة الأمريكيَّة للسرطان
يقع مركز الجمعيَّة الأمريكيَّة للسرطان American Cancer Society Center في وسط مدينة أتلانتا، وهو عبارة عن مركز مؤتمرات كبير ومبنى إداري ملحق به يمتدُّ على مساحة 140 ألف متر مربَّع بما في ذلك مرآب للسيارات تحت الأرض، صمَّمه المهندس المعماري البارز في أتلانتا جون بورتمان، تتألَّف الطوابق السفليَّة للمركز من قاعات اجتماعات ومبنى المؤتمرات ومكاتب تجاريَّة ومسرح كبير مكوَّن من طابقين ويحوي 450 مقعد، وفي الطابق الثاني مقهى وكافتريا وفوقه توجد ستة طوابق تضم مكاتب متنوعة.

## شبكة مكافحة السرطان
تعتبر شبكة مكافحة السرطان التابعة للجمعيَّة الأمريكيَّة للسرطان American Cancer Society Cancer Action Network منظَّمة غير ربحيَّة داعمة ومناصرة للجمعيَّة الأمريكيَّة السرطان، تأسَّست عام 2001 كجماعة ضغط تسعى لدعم الجمعيَّة الأمريكيَّة للسرطان في تحقيق أهدافها والعمل على جعل السرطان أولويَّة قوميَّة، وهي بشكلٍ خاص تدعو لتحسين فرص الحصول على الرعاية الصحيَّة لمرضى السرطان وتدعم برامج الوقاية والكشف المُبكِّر عن السرطان، وبرامج تمويل أبحاث السرطان، ومكافحة التدخين، وتحسين نوعيِّة الحياة لمرضى السرطان، ويشمل كلُّ ذلك المرضى الناجين من السرطان ومقدمي الرعاية الصحيَّة والأطباء والطلاب والجامعات وكل القوى المساهمة في مكافحة السرطان.
تكرِّس شبكة مكافحة السرطان جزءاً كبيراً من مواردها لزيادة الوعي العام حول أوجه القصور الموجودة في نظام الرعاية الصحيَّة الأمريكية من منظور مرضى السرطان، وبالفعل فقد أثمرت جهود الجمعية الأمريكية للسرطان وجهود شبكة مكافحة السرطان عن توقيع قانون حماية المرضى والرعاية المُيسَّرة لهم من قبل الرئيس الأمريكي باراك أوباما، وبموجب هذا القانون تتمُّ حماية المرضى من التمييز الممكن من قبل شركات التأمين الصحي ضدَّ الأشخاص الذين يعانون من أمراض مثل السرطان، وساهم ذلك في نهاية المطاف في خفض عبء التكاليف الباهظة التي كانت تُلقى على كاهل المرضى وعائلاتهم، أمَّا من جهة تمويل أبحاث السرطان فعلى الرغم من أنَّ الحكومة الأمريكية هي أكبر مُموِّل لأبحاث السرطان عن طريق معاهد الصحة الوطنية ومراكز السيطرة على الأمراض والوقاية منها، ولكنَّ الميزانيَّات الحديثة لم تُقدِّم أي زيادة لتعويض التضخُّم الطبي الحاصل، ممَّا أثَّر بشكلٍ مباشر على دعم أبحاث السرطان التي ترعاها الجمعية الأمريكية للسرطان وشركاؤها.
تدعم شبكة مكافحة السرطان الجهود الرامية لمنح الرقابة التنظيميَّة للهيئة الأمريكية للغذاء والدواء على منتجات التبغ، وتهدف جهودها أيضاً لزيادة الضرائب على التبغ وسن القوانين التي تعمل على منع وتقليل تعاطي التبغ، ومع ذلك لم تحقِّق شبكة مكافحة السرطان أهدافها بشكلٍ كامل في هذا المجال حتى الآن، وربَّما يعود ذلك لحجم الأموال الكبير الذي تُدرُّه صناعة التبغ، ففي عام 2012 مثلاً حصلت الولايات المتحدة الأمريكية على 25 مليار دولار من عائدات ضرائب التبغ، وفي المقابل تمَّ إنفاق 45 مليون دولار منها فقط على برامج منع أو وقف تعاطي التبغ ومنتجاته.
من الأعمال الهامة لشبكة مكافحة السرطان أيضاً هو نشاطاتها للحصول على دعم مادي ومعنوي لبرامج الكشف المُبكِّر عن سرطان الثدي وسرطان عنق الرحم وأهمُّها برنامج NBCCEDP الذي يُقدِّم فحوصات الكشف المُبكِّر عن هذين الورمين للنساء ذوات الدخل المنخفض في كلِّ أنحاء الولايات المتحدة، بدأ هذا البرنامج عام 1991 تحت إشراف مركز السيطرة على الأمراض والوقاية منها، وهو يقدِّم بالإضافة لفحوص الكشف المُبكِّر خدمات أخرى كمتابعة الحالة المرضيَّة وتقديم التوعية والدعم، ويشمل ذلك النساء اللواتي لا يشملهنَّ التأمين الصحي، وقد قدَّم هذا البرنامج منذ عام 1991 أكثر من 9.8 مليون فحص كشف عن سرطان الثدي وسرطان عنق الرحم وشخَّص أكثر من 52 ألف حالة سرطان ثدي و 2.8 ألف حالة سرطان عنق رحم، رغم كلِّ هذه النجاحات تقلَّصت ميزانيَّة هذه البرنامج ممَّا دفع شبكة مكافحة السرطان بدعم كلٍّ من السيناتور باربارا ميكولسكي وكاي هوتيسون عام 2006 لتقديم مشروع قانون يوفِّر زيادة في تمويل البرنامج بمقدار 45 مليون دولار ووافق عليه الرئيس الأمريكي جورج بوش عام 2007.